# Hendrik Frensch Verwoerd

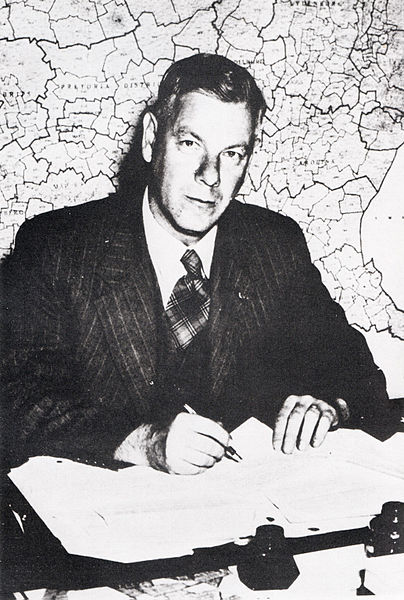
Hendrik Frensch Verwoerd (1945)

Hendrik Frensch Verwoerd (* 8. September 1901 in Amsterdam, Niederlande; † 6. September 1966 in Kapstadt, Südafrika) war ein südafrikanischer Psychologe und Soziologe, Hochschullehrer, Journalist, Rassenideologe sowie Politiker der Nasionale Party. Im Jahr 1950 übernahm er die Funktion des Ministers für Eingeborenenfragen und war von 1958 bis zu seinem gewaltsamen Tod Premierminister der Südafrikanischen Union bzw. der Republik Südafrika, die 1961 aus dem Commonwealth ausschied. Er gilt als der wichtigste Protagonist des Apartheid-Systems.

## Biographie

### Herkunft, Studium und akademische Tätigkeiten
Verwoerd war der einzige Spitzenpolitiker des Apartheidregimes, der nicht in Südafrika geboren war. Allerdings wanderte er schon als Kleinkind 1902 mit seiner Familie aus den Niederlanden ein. Sein Vater war zunächst als Kaufmann in Südafrika, später als Missionar der Dutch Reformed Church in Rhodesien tätig.
Die frühe Zeit als Schüler verbrachte Hendrik Verwoerd an der German Lutheran school und der Wynberg High School for Boys in Wynberg, wo er im Jugendalter mit der deutschen Sprache in Verbindung kam, die er schließlich fließend sprechen konnte. Als seine Eltern den familiären Lebensmittelpunkt nach Bulawayo in Südrhodesien verlegten, beendete Verwoerd seine Schulzeit an der Milton High School in dieser Stadt.
Er studierte an der Universität Stellenbosch Psychologie und Philosophie, wo er 1922 auf beiden Fachgebieten eine Masterarbeit einreichte. Seit 1923 unterrichtete er hier selbst Psychologie. Dabei schrieb er auf der Basis experimenteller Vorarbeiten seine Dissertation mit dem Titel Die afstomping van gemoedsaandoening (deutsch etwa: „Die Abstumpfung der Gefühle“). Daraufhin erlangte er 1924 bei der Universität Stellenbosch den Ph.D. mit cum laude und ein Croll&Gray-Stipendium. Seine Dissertation wurde 1925 in Kapstadt in der Schriftenreihe Annale van die Universiteit van Stellenbosch (Reeks B 3,1) publiziert.
Es folgte nun ein Studienaufenthalt mit der Dauer von drei Semestern an deutschen Hochschuleinrichtungen und ein dreimonatiger Abstecher in die Vereinigten Staaten. In Deutschland nahm Verwoerd an Vorlesungen in Instituten für Psychologie an drei Universitäten teil, zuerst in Leipzig (20. April bis 26. Juli 1926), danach in Hamburg (23. Oktober 1926 bis 18. Februar 1927) und in Berlin (28. April bis 8. August 1927). Sein Hauptinteresse galt dabei dem damals neuesten Stand auf dem Gebiete der Angewandten Psychologie. Das Leipziger Institut galt zu dieser Zeit als eines der am weitesten rechts orientierten Einrichtungen (Leipziger Schule) seines Fachbereiches und wurde infolge des Einflusses von Felix Krueger, einem radikalen Nationalisten und völkisch orientierten Wissenschaftler, unter Zeitgenossen auch als völkische Zelle bezeichnet. Verwoerd kam hier vorrangig mit Johannes Volkelt und Otto Klemm in Kontakt, letzterer der Leiter des Forschungsbereiches Angewandte Psychologie in diesem Institut, das seinem Hauptinteresse während des Studienaufenthaltes entsprach. Hier entwickelte Verwoerd auch Kontakte mit Karlfried Graf Dürckheim, der 1934 im Auftrag des Auswärtigen Amtes als offizieller deutscher Vertreter an der Konferenz New Education Fellowship in Südafrika teilnahm. Ferner besuchte er Vorlesungen für Kriminalpsychologie bei Franz Exner und für infantile Psychopathologie von Richard Pfeifer.
Seinen USA-Aufenthalt brach Verwoerd ab, als ihn ein Ruf in den Lehrstuhl für Angewandte Psychologie und Psychotechniken erreichte. Diese Tätigkeit begann im Januar 1928 an der Universität Stellenbosch. Von 1934 bis 1936 hielt er die Professur für Soziologie und Sozialarbeit in Stellenbosch.

### Als Chefredakteur
Verwoerd wurde 1937 erster Chefredakteur der in Johannesburg auf Afrikaans erscheinenden Tageszeitung Die Transvaler. Hier beteiligte er sich mit dieser einflussreichen Funktion beim Wiederaufbau der nationalistischen Parteistrukturen der Afrikaaner in Transvaal und attackierte die Politik der United Party, der im Transvaaler unter dem Vorwurf einer „Verhätschelung“, „Gleichmacherei“ und des vermeintlich unzumutbaren „gemeinsamen Zusammenlebens“ die Propaganda der Rassentrennung entgegengesetzt wurde. Verwoerd verband deshalb auch eine politische Gesinnungsfreundschaft mit Johannes Gerhardus Strijdom. Während des Zweiten Weltkriegs hielt die Johannesburger Zeitung The Star den im Transvaler publizierten Positionen vor, sie ließen eine unterstützende Haltung für den Nationalsozialismus Deutschlands erkennen. Der Transvaaler-Herausgeber verklagte daraufhin die Redaktion des Star, verlor aber vor Gericht, da der Richter zum selben Schluss kam. Verwoerd blieb bis 1948 Zeitungsredakteur.

### Der Ideologe
Verwoerd hatte in Deutschland nationalsozialistische Positionen kennengelernt und war vom deutschen Diskurs der damaligen Psychologie (u. a. Völkerpsychologie) signifikant beeinflusst. Die Motive seiner wissenschaftlichen Entwicklung im Verlauf dieses Studienaufenthaltes sollen in seinem Interesse an der poor-white-Frage gelegen haben, eines der drängendsten Konfliktthemen im südafrikanischen Arbeitsmarkt der 1920er und 1930er Jahre. Ein möglicher direkter Einfluss nationalsozialistischer Ideologie auf seine Persönlichkeitsprägung zum Zeitpunkt seines Studienaufenthaltes in Deutschland ist in der bisherigen Forschung umstritten und gilt deshalb als nicht gesichert. Als Professor für angewandte Psychologie und Soziologie an der südafrikanischen Universität Stellenbosch lehrte er die Auffassung, dass die verschiedenen Ethnien Südafrikas sich nicht vermischen und jeweils nach ihrer Eigenart entwickeln sollten. Scheinbar progressiv erkennt diese Position an, dass es tatsächlich eigenständige Kulturen der Zulu, Xhosa etc. gibt. Das unterschied Verwoerds Haltung vom früheren Rassismus, wie er besonders unter den Buren verbreitet war.
Andererseits lief Verwoerds Theorie in der Praxis auf das Prinzip Divide et impera! („Teile und herrsche!“) hinaus. Denn sie gliederte die schwarze Bevölkerungsmehrheit in lauter einzelne Bantu-Stämme auf, von denen jeder einzelne aufgrund der ökonomischen Gegebenheiten schwächer sein musste als der „weiße Stamm“ der Buren. Zudem ließ Verwoerd nie einen Zweifel daran, dass er deren Kultur als weit höherstehend erachtete als die der „Bantus“. So sei zum Beispiel eine höhere Schulbildung deren Kultur nicht gemäß.

### Der Politiker
Nach dem Wahlsieg der Nasionale Party (NP) 1948 (siehe auch: Geschichte Südafrikas) erhielt Verwoerd die Chance, seine Theorien in die politische Praxis umzusetzen. Zunächst trat er 1950 als Minister für Eingeborenenfragen in das Kabinett Malan ein. Schon im Jahr darauf legte er mit dem Bantu Authorities Act einen wichtigen Grundstein für die 40 Jahre währende Apartheidpolitik. Das Gesetz stärkte vordergründig die Stellung der Chiefs (Häuptlinge) in den Stammesgebieten, entrechtete aber die Angehörigen ihrer Stämme, die überwiegend in den städtischen Industriegebieten als Gastarbeiter arbeiteten und zunehmend in Townships leben mussten.

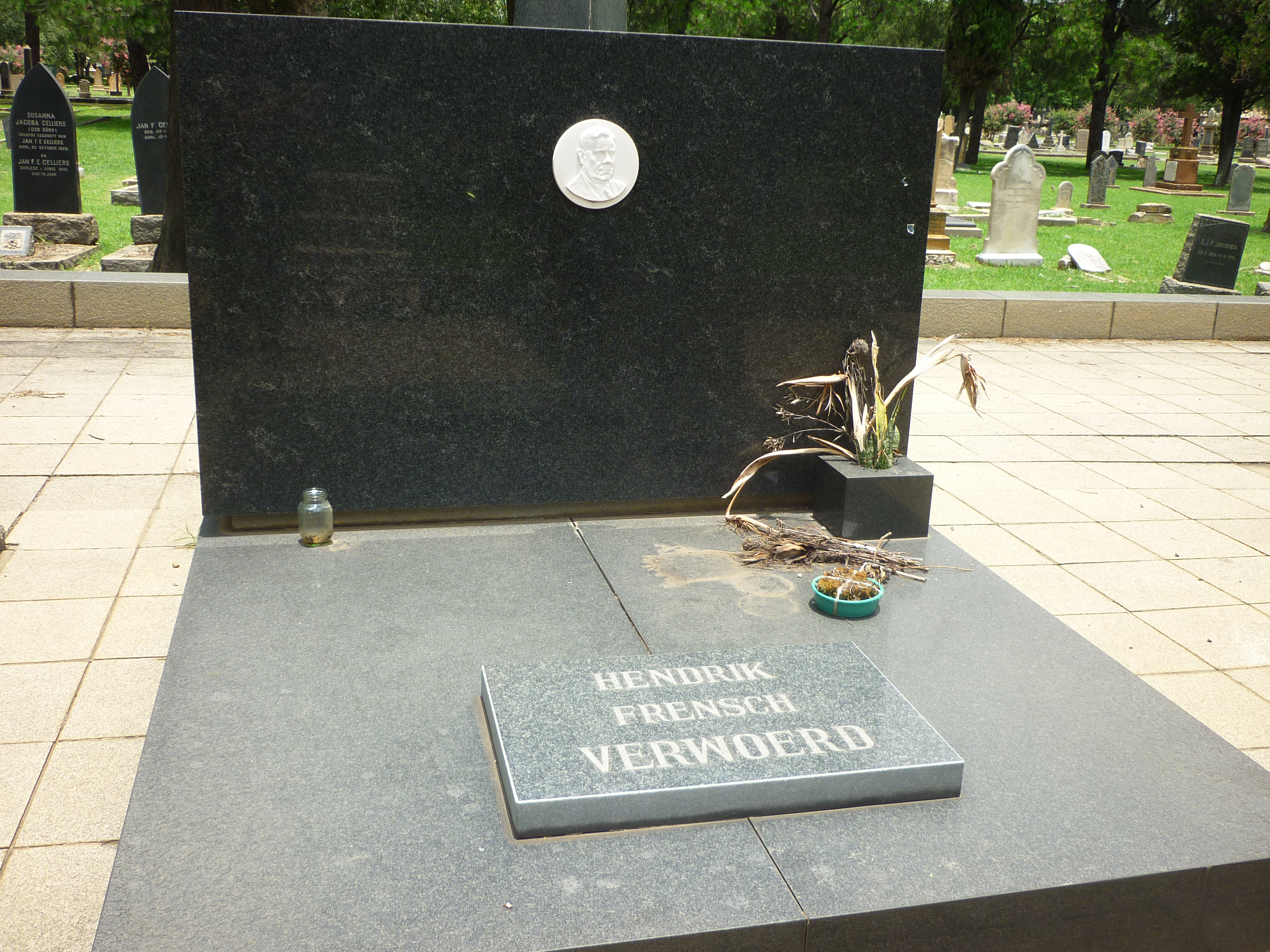
Verwoerds Grab in Pretoria

Der erneute, überwältigende Wahlsieg der NP 1958 machte ihren Chefideologen nun auch zum Chef der Regierung. Den Zugewinn an Macht nutzte Verwoerd, um die Gesetze zur Rassentrennung noch weiter zu verschärfen. Seine Bantustan-Politik lief auf die räumliche Trennung der Wohngebiete von Schwarz und Weiß hinaus. Diesem Ziel diente vor allem der Promotion of Bantu Self-Government Act (Act No 46 / 1959), der scheinbar unabhängige Homelands für die schwarze Bevölkerung schuf. Diese waren aber nichts anderes als Formen bereits existierender Reservate unter der Kontrolle administrativ begünstigter Kollaborateure unter der Aufsicht weißer Commissioners General. Mit demselben Gesetz schaffte man die von weißen Personen wahrgenommenen Abgeordnetenmandate für die schwarze Bevölkerung ersatzlos ab. Das politische Hauptziel war es, die schwarze Bevölkerung, die acht (später neun) ethnischen Gruppen (national units) zugeordnet wurde, schrittweise zu Ausländern zu erklären und damit ihrer südafrikanischen Bürgerrechte zu berauben.
Die Politik der Regierung Verwoerd provozierte die ersten schweren Unruhen gegen die Apartheid, etwa im Township Sharpeville, wo die südafrikanische Polizei ein Massaker anrichtete. Anfang der 1960er Jahre gründeten ANC-Mitglieder um Nelson Mandela den Umkhonto we Sizwe („Speer der Nation“), eine kämpferische Untergrundbewegung innerhalb des ANC. Die Regierung antwortete mit weiteren Repressionen und Notstandsmaßnahmen. Auf die Ächtung Südafrikas durch die internationale Staatengemeinschaft reagierte sie mit dem Austritt aus dem Commonwealth und einem Referendum zu Ausrufung der Republik Südafrika.
Bereits am 9. April 1960 war ein erfolgloses Attentat auf Hendrik Verwoerd während der Rand Easter Show in Johannesburg verübt worden. Hierbei gab ein weißer Farmer mit einer Pistole zwei Schüsse auf ihn ab und fügte ihm damit Verwundungen an Wange und Ohr zu. Die zugespitzte innenpolitische Lage infolge der Massenproteste gegen die Passgesetze und die Influx-Control-Politik (Arbeitsmarktregulierungen) der Regierung veranlassten Premierminister Verwoerd während seines Krankenhausaufenthaltes zu einer grundsätzlichen Erklärung in der laufenden parlamentarischen Debatte, die vom Finanzminister in der Parlamentssitzung vom 20. Mai 1960 verlesen wurde:

„[…] The Government sees no reason to depart from the policy of separate development because of the disturbance.“

„[…] Die Regierung sieht keinen Anlass, aufgrund des Tumults von der Politik der getrennten Entwicklung abzuweichen.“

Am 6. September 1966 drang der Parlamentsangestellte Demetrios (Dimitri) Tsafendas (1918–1999), der als Sohn eines Griechen und einer Mosambikanerin nach den südafrikanischen Rassegesetzen als Mischling galt, in den Sitzungssaal des Parlaments in Kapstadt ein und tötete den Ministerpräsidenten mit vier Messerstichen. Der Täter wurde für geistesgestört erklärt und lebenslang inhaftiert. Nachfolger Verwoerds als Premierminister wurde sein Justizminister Balthazar Johannes Vorster.
Hendrik Verwoerd wurde auf dem Heldenfriedhof in Pretoria bestattet.

### Familie
Verwoerd vermählte sich mit Elizabeth (Betsie) Schoombie am 27. Januar 1927 in Hamburg. Zwei ihrer Kinder spielten eine Rolle in der südafrikanischen Politik – ihre Tochter Anna († 2007) war die Gattin Carel Boshoffs, einer der Anführer (zusammen mit H. F. Verwoerd dem Jüngeren) der ehemaligen konservativen politischen Partei Vereniging van Oranjewerkers und Begründer des Projektes Orania.

## Ehrungen

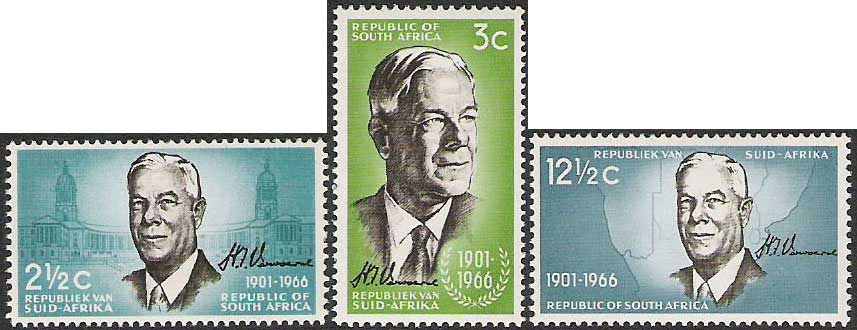
Gedenkbriefmarken zu Ehren von Hendrik Frensch Verwoerd, 1966

- Zur Erinnerung an seine Person wurde die südafrikanische Stadt Lyttelton 1967 in Verwoerdburg umbenannt; seit 1995 trägt sie den Namen Centurion.
- H. F. Verwoerd Airport, heute der Port Elizabeth International Airport.[7]
- H. F. Verwoerd Transmitting Station, eine Radiosendeanlage bei Meyerton.[8]
- Hendrik Verwoerd Dam, seit 1996 der Gariep Dam.
- Serie von Postwertzeichen (1966) zum Gedenken an Verwoerd nach einem Entwurf von Irmin Henkel.